# Paradigme (linguistique)
Pour les articles homonymes, voir Paradigme.
En linguistique, le paradigme est une série, le plus souvent l'ensemble des formes différentes que peut prendre un mot, notamment dans les langues flexionnelles. "En grammaire traditionnelle, un paradigme est l'ensemble typique des formes fléchies que prend un morphème lexical combiné avec ses désinences casuelles (pour un nom, un pronom ou un adjectif) ou verbales (pour un verbe), selon le type de rapport qu'il entretient avec les autres constituants de la phrase, selon le nombre, la personne, le temps : on dit déclinaison pour un nom, un pronom ou un adjectif et conjugaison pour un verbe."
En sémiotique, un paradigme désigne à la fois une classe de mots pouvant être utilisés dans une chaîne syntagmatique donnée et chacun des éléments d'une classe ; il constitue une liste virtuelle de formes pouvant prendre place à un endroit donné de la chaîne parlée ou énoncé.  
L' axe paradigmatique est défini par opposition à l'axe syntagmatique. Le premier axe concerne le choix des mots eux-mêmes et joue sur des disjonctions de type « ou...ou » ; le second réfère à la place des mots dans un énoncé grammatical. Par exemple, dans une phrase donnée, un mot peut être remplacé par un autre mot d'une même catégorie, au moyen d'un déplacement dans l'axe paradigmatique :
- Le minou dort sur le tapis.
- Le chat dort sur le tapis.
- L'animal dort sur le tapis.

Dans ces phrases, les mots en italique appartiennent à une même catégorie (nom commun) et peuvent être permutés sans altérer la validité syntaxique de la phrase ni même son sens. Aucune autre classe de mot ne pourrait convenir : on ne pourrait pas remplacer ces mots par un adjectif ou un verbe. Par contre, le verbe dort pourrait être remplacé par un autre verbe de la même classe paradigmatique, tel joue, ronronne, etc. 
L'axe paradigmatique est pensé comme un axe vertical de type taxinomique. C'est l'axe des choix lexicaux et de la substitution, tandis que l'axe syntagmatique est celui de la production de la parole et de la combinaison des mots entre eux.
Selon Roman Jakobson, le discours poétique tirerait ses effets de la projection de l'axe paradigmatique sur l'axe syntagmatique : « La fonction poétique projette le principe d'équivalence de l'axe de la sélection sur l'axe de la combinaison. » Chaque syllabe y est mise en rapport avec toutes les autres de la même séquence.
Une différence importante entre l'inflexion et la formation de mots est que les formes de mots avec inflexion sont organisées en paradigmes, définis par les exigences des règles syntaxiques, alors que les règles de formation des mots ne sont pas limitées par des exigences correspondantes de la syntaxe. On dit donc que l'inflexion est pertinente pour la syntaxe, et la formation de mots n'est pas. La partie de la morphologie qui couvre la relation entre la syntaxe et la morphologie est appelée «morphosyntaxe» et se soucie d'inflexion et de paradigmes, mais pas de formation de mots ou de composition.
Le paradigme et la commutation
Le paradigme est le terme linguistique qui désigne une classe d'éléments qui peuvent se substituer les uns aux autres. En d'autres termes, il renvoie à une classe d'unités qui partagent un rôle commun et qui peuvent apparaître dans le même contexte linguistique.
Prenons d'abord, des unités phonologiques. Si, par exemple, on prend comme contexte sonore la voyelle nasale on, on peut placer devant cette voyelle plusieurs consonnes différentes :
pont, ton, bond, don, son, fond, long, rond, gond, etc.
On dira alors que les consonnes p, t, b, s, f, l, r et g forment une classe d'éléments apparaissant devant la voyelle on qui permettent de constituer des mots français. Ces consonnes forment donc un paradigme.
On trouve des paradigmes dans les autres composantes linguistiques. En morphologie, par exemple, on peut dire que les formes suivantes :
-ais,  -ions
-ais,  -iez
-ait,  -aient
constituent le paradigme des terminaisons verbales de l'imparfait de l'indicatif car elles se combinent avec toutes les racines verbales.
On découvre les membres d'un paradigme par le test de commutation. Ce test consiste à placer les éléments susceptibles de former un paradigme dans le même contexte pour déterminer ceux qui peuvent effectivement apparaître et ceux qui seraient exclus.
C'est donc par la commutation, qu'on détermine les paradigmes du système linguistique.